# چشمه روباه
چشمه روباه، روستایی از توابع بخش چنگ الماس شهرستان بیجار در استان کردستان ایران است.

## جمعیت
این روستا در دهستان خسروآباد قرار دارد و براساس سرشماری مرکز آمار ایران در سال ۱۳۸۵، جمعیت آن ۲۳۷ نفر (۵۸خانوار) بوده‌است.شغل اهالی این روستا دامداری و کشاورزی می باشد که بیشترین سطح زیر کشت محصول گندم می باشد که بصورت دیمی کشت می شود
کد تلفن:۰۸۷ 
پیج اینستاگرامی منتسب به روستای چشمه روباه 
https://instagram.com/jarchisarzaminmadari?igshid=NjIwNzIyMDk2Mg==